# SRF info
SRF info е обществен информационен телевизионен канал в Швейцария на немски език, собственост на SRF (Schweizer Radio und Fernsehen). Започва излъчване на 3 май 1999 г. под името SFi. От 2005 до 2012 г. се нарича SF Info, а след 2012 г. е SRF info.

## Логотипи
- Лого на SF I от 1999 до 2005 г.
- Лого на SF info от 2005 до 29 февруари 2012 г.
- Лого на SF info от 29 февруари до 16 декември 2012 г.
- Лого на SRF info във HD формат от март 2015 г.